# Asiosilis quopensis
Asiosilis quopensis es una especie de coleóptero de la familia Cantharidae.

## Distribución geográfica
Habita en Malasia.